# Ricky Kasso
Richard Allan Kasso Jr. (Huntington, 29 de março de 1967 — Riverhead, 7 de julho de 1984) foi um adolescente estadunidense que assassinou a Gary Lauwers, seu amigo da mesma idade, por motivos satanistas.
Tal fato foi uma notícia sensacional em seu país a começos dos anos 1980, já que o crime teve lugar num período onde tinha muita preocupação pública sobre os efeitos do ocultismo e as escuras letras do heavy metal, ambos assuntos pelos quais Kasso era interessado e envolvido.

## Biografia
Ricky Kasso vivia na vila de Northport e era filho de um treinador de futebol americano do colégio local e uma professora de história. Definido como um garoto rebelde e problemático, tinha abandonado a escola, consumia drogas e inclusive ocasionalmente vendia-as. Razões pelas quais com frequência era expulso de casa, tendo que dormir em casas de amigos, praças ou em bosques.

### Vício em drogas
Seus pais tentaram o internar num hospital psiquiátrico para sua desintoxicação, no entanto os psiquiatras detectaram comportamento antisocial mas não psicose, concluindo que não era violento, motivo pelo qual foi recusado, as clínicas de reabilitação eram quase nulas por então.

### Ocultismo
Um ano antes do crime, foi preso por escavar uma tumba colonial no cemitério do povo. Participava também de um grupo chamado King's Blacks, com os quais festejou a noite de Santa Valburga em 1984.
Ricky Kasso era um fanático do hard rock e do heavy metal, diariamente escutava a Black Sabbath, Judas Priest e Ozzy Osbourne. No momento de sua detenção usava uma camiseta branca do AC/DC.

## Crime

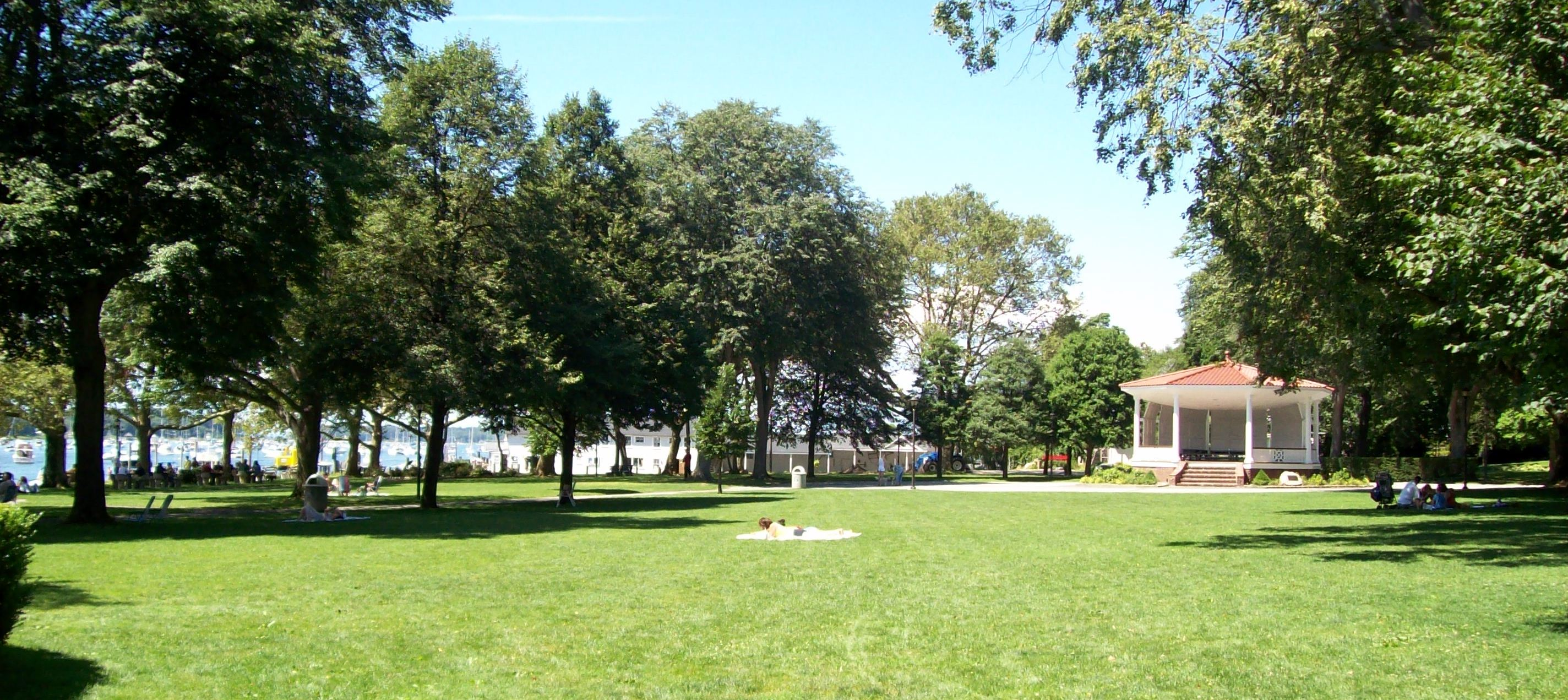
Parque de Northport com a glorieta ao fundo, na actualidade

O 16 de junho de 1984 Kasso reuniu-se com Gary Lauwers, Jimmy Troiano e Alberto Quiñones na glorieta do parque para consumir LSD. Se adentraram ao bosque e mais tarde durante a noite desatou-se uma briga entre Kasso e Lauwers terminando na morte deste último depois de 32 apunhalamentos.

## Investigação, detenção e secuelas
A 4 de julho a polícia recebeu um telefonema anónimo que denunciou ter encontrado um corpo no bosque e esta se adentrou para encontrar o cadáver nesse mesmo dia. Ao dia seguinte a polícia deteve aos três jovens mais conhecidos por sua relação com as drogas e vandalismos, coincidentemente vinculados à vítima; Troiano, Kasso e Quiñones.
A imprensa esperou a chegada dos detidos na delegacia (podem ver-se vídeos disto em YouTube)[1] e Kasso, que tinha uma altura de 1,87 metros, foi capturado pelas câmaras. Confessou o crime no primeiro interrogatório.

### Declarações
Segundo James Troiano na luta que mantiveram Kasso e Lauwers se deveu a um conflito anterior no qual Lauwers lhe tinha roubado drogas a Kasso, este último sacou uma navalha e o apunhalou com ensanhamento.
Alberto Quiñones declarou que Troiano ajudou a Kasso no assassinato, mas depois o negou durante o seu depoimento no julgamento.
Kasso confessou que se ensanhou com Lauwers e o obrigou a dizer que amava a Satanás (o que não fez a vítima) inconscientemente devido ao efeito das drogas, mas ironicamente, disse que ao terminar um corvo grasnejou e o identificou como uma aceitação. Dois dias depois, a 7 de julho, suicidou-se em sua cela enforcando-se com os cordões das suas sapatilhas.

### Julgamento
Em abril de 1985 realizou-se o correspondente julgamento; Troiano e Quiñones foram imputados por assassinato em segundo grau mas ao final resultaram absolvidos pelo benefício da dúvida já que o juiz resolveu que ambos estavam drogados pelo que nenhum recordaria que passou aquela noite e por não poder se provar participação deles no homicídio.